# Фудбалска репрезентација Сао Томе и Принсипеа
Фудбалска репрезентација Сао Томе и Принсипеа (порт. Seleção São-Tomense de Futebol) национални је фудбалски тим који на међународној фудбалској сцени представља афричку државу Сао Томе и Принсипе. Делује под ингеренцијом Саотоменског фудбалског савеза основаног 1975, а пуноправног члана ФИФА и КАФ од 1986. године.
Репрезентација је позната под надимком Seleção dos Falcões e Papagaios (Тим јастребова и папагаја), националне боје су црвена, зелена и црна, а своје домаће утакмице тим игра у граду Сао Томе на стадиону 12. јул капацитета 6.500 места. ФИФА кôд земље је STP. Најбољи пласман на ФИФа ранг листи репрезентација Сао Томе и Принсипеа остварила је у марту 2012. када је заузимала 115. место, док је најлошији пласман имала током септембра и октобра 2007. када је заузимала 200. место.
У досадашњој историји екипа се никада није пласирала на неко значајније такмичење, било на светско првенство или на Афрички куп нација. 

## Резултати на светским првенствима
| ФИФА светско првенство | ФИФА светско првенство    | ФИФА светско првенство    | ФИФА светско првенство    | ФИФА светско првенство    | ФИФА светско првенство    | ФИФА светско првенство    | ФИФА светско првенство    | ФИФА светско првенство    |                           | Квалификације за светска првенства | Квалификације за светска првенства | Квалификације за светска првенства | Квалификације за светска првенства | Квалификације за светска првенства | Квалификације за светска првенства |
| Година                 | Коло                      | Пласман                   | Ут                        | П                         | Н                         | И                         | Гол+                      | Гол-                      | Ут                        | П                                  | Н                                  | И                                  | Гол+                               | Гол-                               |                                    |
| ---------------------- | ------------------------- | ------------------------- | ------------------------- | ------------------------- | ------------------------- | ------------------------- | ------------------------- | ------------------------- | ------------------------- | ---------------------------------- | ---------------------------------- | ---------------------------------- | ---------------------------------- | ---------------------------------- | ---------------------------------- |
| 1930−1990.             | Нису учествовали          | Нису учествовали          | Нису учествовали          | Нису учествовали          | Нису учествовали          | Нису учествовали          | Нису учествовали          | Нису учествовали          | Нису учествовали          | Нису учествовали                   | Нису учествовали                   | Нису учествовали                   | Нису учествовали                   | Нису учествовали                   |                                    |
| 1994.                  | Одустали од квалификација | Одустали од квалификација | Одустали од квалификација | Одустали од квалификација | Одустали од квалификација | Одустали од квалификација | Одустали од квалификација | Одустали од квалификација | Одустали од квалификација | Одустали од квалификација          | Одустали од квалификација          | Одустали од квалификација          | Одустали од квалификација          | Одустали од квалификација          |                                    |
| 1998.                  | Нису учествовали          | Нису учествовали          | Нису учествовали          | Нису учествовали          | Нису учествовали          | Нису учествовали          | Нису учествовали          | Нису учествовали          | Нису учествовали          | Нису учествовали                   | Нису учествовали                   | Нису учествовали                   | Нису учествовали                   | Нису учествовали                   |                                    |
| 2002.                  | Нису се квалификовали     | Нису се квалификовали     | Нису се квалификовали     | Нису се квалификовали     | Нису се квалификовали     | Нису се квалификовали     | Нису се квалификовали     | Нису се квалификовали     | 2                         | 1                                  | 0                                  | 1                                  | 2                                  | 4                                  |                                    |
| 2006.                  | Нису се квалификовали     | Нису се квалификовали     | Нису се квалификовали     | Нису се квалификовали     | Нису се квалификовали     | Нису се квалификовали     | Нису се квалификовали     | Нису се квалификовали     | 2                         | 0                                  | 0                                  | 2                                  | 0                                  | 9                                  |                                    |
| 2010.                  | Одустали од квалификација | Одустали од квалификација | Одустали од квалификација | Одустали од квалификација | Одустали од квалификација | Одустали од квалификација | Одустали од квалификација | Одустали од квалификација | Одустали од квалификација | Одустали од квалификација          | Одустали од квалификација          | Одустали од квалификација          | Одустали од квалификација          | Одустали од квалификација          |                                    |
| 2014.                  | Нису се квалификовали     | Нису се квалификовали     | Нису се квалификовали     | Нису се квалификовали     | Нису се квалификовали     | Нису се квалификовали     | Нису се квалификовали     | Нису се квалификовали     | 2                         | 0                                  | 1                                  | 1                                  | 1                                  | 6                                  |                                    |
| 2018.                  | Нису се квалификовали     | Нису се квалификовали     | Нису се квалификовали     | Нису се квалификовали     | Нису се квалификовали     | Нису се квалификовали     | Нису се квалификовали     | Нису се квалификовали     | 2                         | 1                                  | 0                                  | 1                                  | 1                                  | 3                                  |                                    |
| 2022.                  | Биће одлучено             | Биће одлучено             | Биће одлучено             | Биће одлучено             | Биће одлучено             | Биће одлучено             | Биће одлучено             | Биће одлучено             | Биће одлучено             | Биће одлучено                      | Биће одлучено                      | Биће одлучено                      | Биће одлучено                      | Биће одлучено                      |                                    |
| 2026.                  | Биће одлучено             | Биће одлучено             | Биће одлучено             | Биће одлучено             | Биће одлучено             | Биће одлучено             | Биће одлучено             | Биће одлучено             | Биће одлучено             | Биће одлучено                      | Биће одлучено                      | Биће одлучено                      | Биће одлучено                      | Биће одлучено                      |                                    |
| Укупно                 |                           | 0/21                      |                           |                           |                           |                           |                           |                           | 8                         | 2                                  | 1                                  | 5                                  | 4                                  | 22                                 |                                    |

## Афрички куп нација
| Успеси на Афричком купу нација | Успеси на Афричком купу нација | Успеси на Афричком купу нација | Успеси на Афричком купу нација | Успеси на Афричком купу нација | Успеси на Афричком купу нација | Успеси на Афричком купу нација | Успеси на Афричком купу нација | Успеси на Афричком купу нација |
| Година                         | Коло                           | Пласман                        | Ут                             | П                              | Н                              | И                              | Гол+                           | Гол-                           |
| ------------------------------ | ------------------------------ | ------------------------------ | ------------------------------ | ------------------------------ | ------------------------------ | ------------------------------ | ------------------------------ | ------------------------------ |
| 1957−1998.                     | Нису учествовали               | Нису учествовали               | Нису учествовали               | Нису учествовали               | Нису учествовали               | Нису учествовали               | Нису учествовали               | Нису учествовали               |
| 2000.                          | Нису се квалификовали          | Нису се квалификовали          | Нису се квалификовали          | Нису се квалификовали          | Нису се квалификовали          | Нису се квалификовали          | Нису се квалификовали          | Нису се квалификовали          |
| 2002.                          | Нису се квалификовали          | Нису се квалификовали          | Нису се квалификовали          | Нису се квалификовали          | Нису се квалификовали          | Нису се квалификовали          | Нису се квалификовали          | Нису се квалификовали          |
| 2004.                          | Одустали од квалификација      | Одустали од квалификација      | Одустали од квалификација      | Одустали од квалификација      | Одустали од квалификација      | Одустали од квалификација      | Одустали од квалификација      | Одустали од квалификација      |
| 2006.                          | Нису се квалификовали          | Нису се квалификовали          | Нису се квалификовали          | Нису се квалификовали          | Нису се квалификовали          | Нису се квалификовали          | Нису се квалификовали          | Нису се квалификовали          |
| 2008.                          | Нису учествовали               | Нису учествовали               | Нису учествовали               | Нису учествовали               | Нису учествовали               | Нису учествовали               | Нису учествовали               | Нису учествовали               |
| 2010.                          | Одустали од квалификација      | Одустали од квалификација      | Одустали од квалификација      | Одустали од квалификација      | Одустали од квалификација      | Одустали од квалификација      | Одустали од квалификација      | Одустали од квалификација      |
| 2012.                          | Нису учествовали               | Нису учествовали               | Нису учествовали               | Нису учествовали               | Нису учествовали               | Нису учествовали               | Нису учествовали               | Нису учествовали               |
| 2013.                          | Нису се квалификовали          | Нису се квалификовали          | Нису се квалификовали          | Нису се квалификовали          | Нису се квалификовали          | Нису се квалификовали          | Нису се квалификовали          | Нису се квалификовали          |
| 2015.                          | Нису се квалификовали          | Нису се квалификовали          | Нису се квалификовали          | Нису се квалификовали          | Нису се квалификовали          | Нису се квалификовали          | Нису се квалификовали          | Нису се квалификовали          |
| 2017.                          | Нису се квалификовали          | Нису се квалификовали          | Нису се квалификовали          | Нису се квалификовали          | Нису се квалификовали          | Нису се квалификовали          | Нису се квалификовали          | Нису се квалификовали          |
| 2019.                          | Нису се квалификовали          | Нису се квалификовали          | Нису се квалификовали          | Нису се квалификовали          | Нису се квалификовали          | Нису се квалификовали          | Нису се квалификовали          | Нису се квалификовали          |
| 2021.                          | Будући догађај                 | Будући догађај                 | Будући догађај                 | Будући догађај                 | Будући догађај                 | Будући догађај                 | Будући догађај                 | Будући догађај                 |
| 2023.                          | Будући догађај                 | Будући догађај                 | Будући догађај                 | Будући догађај                 | Будући догађај                 | Будући догађај                 | Будући догађај                 | Будући догађај                 |
| Укупно                         | Групна фаза                    | 0/31                           | 0                              | 0                              | 0                              | 0                              | 0                              | 0                              |